# Enterre Seus Mortos
Enterre Seus Mortos é um futuro filme de drama brasileiro de 2025, dirigido por e roteirizado por Marco Dutra. Produzido pela RT Features com o Globoplay, o filme tem previsão para ser lançado em 2025 nos cinemas. Estrelado por Selton Mello e Marjorie Estiano é o segundo filme que recebe o selo de  Original Globoplay além de ser baseado no livro Enterre Seus Mortos de Ana Paula Maia. Teve sua première nacional no Festival do Rio. 

## Sinopse
Edgar Wilson é um homem sombrio que trabalha como removedor de animais atropelados nas estradas. Seu parceiro nessa tarefa é Tomás (Danilo Grangheia), um padre excomungado. Edgar mantém um relacionamento com Nete (Marjorie Estiano), sua chefe, que o encarrega das ocorrências. O cenário é a fictícia Abalurdes, uma pequena cidade marcada por eventos estranhos e um clima de apocalipse iminente. No entanto, um dia, Edgar se vê forçado a desrespeitar as regras do seu trabalho, desencadeando um caos que afetará sua vida e toda a cidade.

## Elenco
- Selton Mello como Edgar Wilson
- Marjorie Estiano como Nete
- Danilo Grangheia como Tomás
- Betty Faria como Tia Helena
- Maria Manoella como Rita
- Caetano Gotardo como Vitor Simalha
- Ricardo Gelli como Américo
- Gilda Nomacce como Márcia
- Carlos Francisco como Minister Moacir
- Vittoria Seixas como Mariana
- Chao Chen como Hong